# Felsőalmád
Felsőalmád (1899-ig Felső-Jablonka, szlovákul: Vyšná Jablonka, ukránul: Visnya Jablinka) község Szlovákiában, az Eperjesi kerület Homonnai járásában.

## Fekvése
Homonnától 34 km-re északkeletre, Szinnától 15 km-re északra, a lengyel határ közelében fekszik.

## Története
1436-ban említik először, de már a 14. században is létezett. 1523-ban a Drugethek birtoka.
A 18. század végén Vályi András így ír róla: „JABLONKA. Felső Jablonka. Orosz falu Zemplén Várm. határja Alsó Jablonkához hasonlít; ’s bikkfa erdővel bővelkedik.”
Fényes Elek 1851-ben kiadott geográfiai szótárában így ír a faluról: „Jablonka (Felső), orosz falu, Zemplén vmegyében: 6 rom., 670 g. kath., 10 zsidó lak. Görög anyaszentegyház. 726 hold szántóföld. F. u. Szirmay. Ut. p. N. Mihály.”
Borovszky Samu monográfiasorozatának Zemplén vármegyét tárgyaló része szerint: „Felsőalmád, azelőtt Felsőjablonka. Ruthén kisközség 88 házzal és 559 gör. kath. vallású lakossal. Postája Papházán van, távírója Szinnán és vasúti állomása Koskóczon. Hajdan a homonnai uradalomhoz tartozott, de később a Szirmayak lettek az urai, a mult század elején pedig a Mednyánszkyak, s báró Mednyánszky Idának ma is van itt birtoka. A község határában két kénes forrás van és a község hegyei vas-érczet tartalmaznak. Gör. kath. temploma 1766-ban épült. 1892-ben nagy tűzvész pusztított a faluban.”
1920 előtt Zemplén vármegye Szinnai járásához tartozott.

## Népessége
| Év:            | 1994. | 2004.    | 2014.    | 2024.   |
| -------------- | ----- | -------- | -------- | ------- |
| Emberek száma: | 108   | 74       | 57       | 52      |
| Eltérés:       |       | -31,48 % | -22,97 % | -8,77 % |

| Év:            | 2023. | 2024. |
| -------------- | ----- | ----- |
| Emberek száma: | 52    | 52    |
| Eltérés:       |       | +0 %  |

1910-ben 524, túlnyomórészt szlovák lakosa volt.
2001-ben 84 lakosából 44 szlovák, 32 ruszin és 8 ukrán volt.
2011-ben 65 lakosából 36 ruszin, 22 szlovák és 3 ukrán.

## Nevezetességei
- Szent Péter és Pál apostoloknak szentelt, görögkatolikus temploma 1766-ban épült.
- 2002-ben új ortodox templomot építettek.